# Jetty Paerl
Henriette Nanette (Jetty) Paerl (Amsterdam, 27 de maig de 1921 – Amstelveen, 22 d'agost de 2013) va ser una cantant neerlandesa que va ser sobretot coneguda als anys 40 i 50. Al principi de la Segona Guerra Mundial va treballar a Radio Oranje, que emetia programes des de Londres pels Països Baixos ocupades. Hi tenia el nom «Jetje van Radio Oranje».
Va participar pels Països Baixos al primer festival de la Cançó d'Eurovisió el 1956 amb la canço De vogels van Holland ('Els ocells d'Holanda'), una cançó escrita per Annie M. G. Schmidt.
Jetty Paerl es va casar el 1951 amb el dibuixant Cees Bantzinger i va tenir-hi una filla, Anne-Rose Bantzinger.